# Тартиниз-Колца (Удине)
Тартиниз-Колца је насеље у Италији у округу Удине, региону Фурланија-Јулијска крајина.
Према процени из 2011. у насељу је живело 164 становника. Насеље се налази на надморској висини од 539 м.